# Water Polo Arena
De Water Polo Arena in Londen is de accommodatie waar de verschillende waterpolowedstrijden van mannen en vrouwen tijdens de Olympische Zomerspelen van 2012 gehouden werden. De tijdelijke constructie ligt in het Olympic Park in Stratford, Newham, naast het London Aquatics Centre. Een deel van de logistieke infrastructuur wordt met deze laatste sportaccommodatie gedeeld. Het is de eerste maal dat voor Olympische Zomerspelen een apart stadion voor waterpolo werd gebouwd. Maar er waren al eerdere keren dat waterpolo apart werd gespeeld.
Het stadion heeft een 37 m competitiezwembad en een kleiner trainingszwembad en biedt plaats aan 5.000 toeschouwers. De tribunes zijn opgebouwd met een tijdelijke, gehuurde opstelling die na de spelen verder verhuurd wordt voor andere activiteiten. De constructie, begonnen in de lente van 2011, werd afgewerkt in mei 2012.

## Wedstrijden
Tijdens de Zomerspelen worden de volgende disciplines beoefend in de Water Polo Arena:
- Waterpolo